# 맷 고든
맷 고든(Matt Gordon, 1969년 1월 1일 ~ )은 캐나다의 배우이다.
출생지는 토론토이다.

## 출연 작품
- 카지노 잭 (2010년)
- 디펜더 (2009년) - 제리 역
- 플래쉬포인트 (2008년)
- 트레이터 (2008년) - 사이먼 역
- 드레스덴 파일 (2007년)
- 풀 오브 잇 (2007년)
- 웨딩 워즈 (2006년)
- 2014 지구 최후의 날 (2006, Earthstorm) - 앨버트 역
- 테리 폭스의 희망 마라톤 (2005년)
- 세이 넛씽 (2001년)
- 에어 콘트롤 (1999년)

### 텔레비전
- 루키 블루 (2010)